# Roger Heidt
Roger Heidt (* 1960) ist ein deutscher Kommunalpolitiker (CDU).

## Leben
Heidt absolvierte ein Studium an der Hochschule Pforzheim, das er als Diplom-Betriebswirt abschloss. 1988 wurde er Mitglied der Geschäftsführung der Fürstenberg Unternehmensgruppe. Von 1989 bis 1992 war er Leiter des Vorstandsbüros und Stellvertreter des Geschäftsführers der Wirtschaftsfördergesellschaft des Landes Baden-Württemberg. Von 1992 bis 2008 war er Gründungsdirektor des Tourismusverbands Baden-Württemberg. 2008 wurde er als Nachfolger von Andreas Schütze zum Ersten Bürgermeister und Stellvertreter des Oberbürgermeisters von Pforzheim gewählt. Er amtierte bis 2016. Ihm folgte Dirk Büscher nach. Von 2016 bis zu seiner Entlassung 2019 war er Geschäftsführer der Stadtwerke Pforzheim.